# Rastorf
Rastorf ist eine Gemeinde im Kreis Plön in Schleswig-Holstein.

## Geografie

### Geografische Lage
Das Gemeindegebiet von Rastorf erstreckt sich südlich von Kiel am unteren Lauf der Schwentine im nordwestliche Teilbereich des Naturraums Ostholsteinisches Hügel- und Seenland (Haupteinheit Nr. 702).

### Gemeindegliederung
Siedlungsgeografisch bestehen die Gemeinde aus einer Vielzahl an benannten Ortsteilen. Neben der für die Gemeinde namenstiftenden Gutshofsiedlung, dem Gut Rastorf, liegen ebenfalls das weitere Gut Hoheneichen, die Dörfer Rastorfer-Passau und Wildenhorst, die Häusergruppen Hohenberg, Priskamp, Rastorfer Bahnhof, Rosenfeld und Wildkoppel, außerdem das Wirtshaus Spölsau, wie auch die Hofsiedlungen Hanskamp, Kluth, Langensall, Luckrade, Redderkrug und Sackwisch im Gemeindegebiet.

## Geschichte
Der Gemeindename entspringt dem gleichnamigen Gut. Erstmals erwähnt wurde der Ort als Radesthorp (Rodungsdorf) im Jahre 1224; 1232 wurde er als Rosendahl erwähnt.
Die einheitliche und auch heute noch geschlossene Hofanlage des Gutes wurde nach einem Brand zwischen den Jahren 1720 und 1730 unter der Führung von Baumeister Rudolph Matthias Dallin neu errichtet. Das Gut ist seit vielen Jahrhunderten im Besitz der Grafen zu Rantzau.
Von 1910 bis 1938 hatte Rastorf eine Bahnstation der Kleinbahn Kirchbarkau–Preetz–Lütjenburg.

### Eingemeindungen
Am 15. November 1928 wurden die erst am 22. März 1927 durch Ausgliederung aus dem Gutsbezirk Rastorf entstandene Gemeinde Rastorfer Passau und der Gutsbezirk Rastorf zur neuen Gemeinde Rastorf zusammengeschlossen. Somit entspricht das Gemeindegebiet dem des Gutsbezirks vor dem 22. März 1927.

### Abtretungen
Am 1. September 1971 wurde ein Gebiet mit damals etwa 50 Einwohnern an die Nachbargemeinde Raisdorf abgetreten.

## Politik

### Gemeindevertretung
Bei der Kommunalwahl am 14. Mai 2023 wurden insgesamt elf Sitze vergeben. Von diesen erhielt die Wählergemeinschaft Rastorf sechs Sitze, die Rastorfer Liste drei Sitze und die CDU zwei Sitze.

### Wappen
Blasonierung: „Im oben rechts mit einer roten, oben links mit einer silbernen Rapsblüte belegten, silbern-rot gespaltenen Schild eine abgeflachte Wellenspitze nach Art eines barocken Giebels, darin unter einer Rapsblüte eine Bogenbrücke, alles in verwechselten Farben.“

## Wirtschaft und Infrastruktur
Die Wirtschaft in Rastorf ist vorwiegend von der Urproduktion der land- und forstwirtschaftlich geprägt. Darüber hinaus werden im Bereich des Rastorfer Kreuzes mehrere Kiesvorkommen abgebaut.
Die Gemeinde Rastorf liegt etwa einen Kilometer östlich von Raisdorf an der Bundesstraße 202 nach Lütjenburg.

## Naturschutz
Nördlich des Gutes Rastorf befindet sich das europäische NATURA 2000-Schutzgebiet FFH-Gebiet Moorweiher bei Rastorf im Gemeindegebiet. Das Gebiet hat einen hohen Stellenwert wegen seines Artenreichtums und der Vollständigkeit der Ausprägung der dort anzutreffenden FFH-Lebensraumtypen.

## Kultur und Sehenswürdigkeiten

### Kulturdenkmale
In der Liste der Kulturdenkmale in Rastorf stehen die in der Denkmalliste des Bundeslandes Schleswig-Holstein gelisteten Kulturdenkmale. Eines unter ihnen ist die weiße Brücke über die Schwentine. Diese gilt auch als eines der Wahrzeichen der Gemeinde.

### Sport
Seit dem Jahre 1963 gibt es den TSV Rastorfer Passau, der seinen Sitz und sein Vereinsheim in Rastorfer Passau hat. Die dort ansässige Fußballsparte trainiert am Mühlenberg, im Hermann-Finck-Stadion, wo auch alljährlich das Sport- und Kinderfest stattfindet. Anderweitige Sportarten, wie zum Beispiel Tanzen, werden im und am Sportheim ausgetragen.

## Persönlichkeiten
- Christian Emil zu Rantzau (* 1716 in Rastorf; † 1777 in Preetz), Gutsherr auf Rastorf, Offizier und Hofbeamter in dänischen Diensten
- Christian Graf zu Rantzau (* 1796 in Kiel; † 1857 in Rastorf), Gutsherr auf Rastorf, Gouverneur und Landdrost des Herzogtums Lauenburg